# Красный Октябрь (Славгородский район)
Красный Октябрь — упразднённая деревня в Гиженском сельсовете Славгородского района Могилёвской области Белоруссии.
Упразднена решением Славгородского районного совета депутатов 10 декабря 2009 года.